# Іван Родич
І́ван Ро́дич (хорв. Ivan Rodić, 11 листопада 1985, Омиш, СФРЮ) — хорватський футболіст, нападник футбольного клубу «Спліт».

## Клубна кар'єра
Іван Родич почав свою кар'єру у 2004 році у складі хорватського клубу «Мосор» (Жрновниця), якому і присвятив три роки своєї кар'єри. Після чого перейшов в «Імотскі», але вже наступного сезону перейшов у «Шибеник» із найвищого дивізіону Хорватії. Однак і там не зміг прижитися. Наступного року він уже захищав кольори «Хайдука» з міста Спліт, ще через рік він перейшов у «Рієку» з однойменного міста, а незабаром переїхав до Пули, щоб забивати голи за місцевий клуб «Істра 1961», щоправда, через малу ігрову практику він не зміг себе проявити. Загалом у найвищому дивізіоні Хорватії він провів 50 матчів і забив 12 голів.
Узимку 2012 року прибув на перегляд у луганську «Зорю», після чого й був підписаний.
У чемпіонаті України дебютував 3 березня 2012 року в домашньому матчі проти львівських «Карпат» (5:1), де забив свій перший гол за новий клуб на 61 хвилині: програючи в боротьбі за м'яч у чужій штрафній, він зумів у падінні проштовхнути «круглого» між ніг воротаря суперників прямо у ворота.
Улітку 2014 року підписав контракт із ужгородською «Говерлою» на один сезон.
28 серпня 2015 стало відомо про укладення угоди між нападником та іншою українською командою — «Металістом». За умовами угоди Родич мав провести три роки у складі харківської команди.

## Досягнення
- Срібний призер чемпіонату Хорватії: 2009/10